# Piña colada

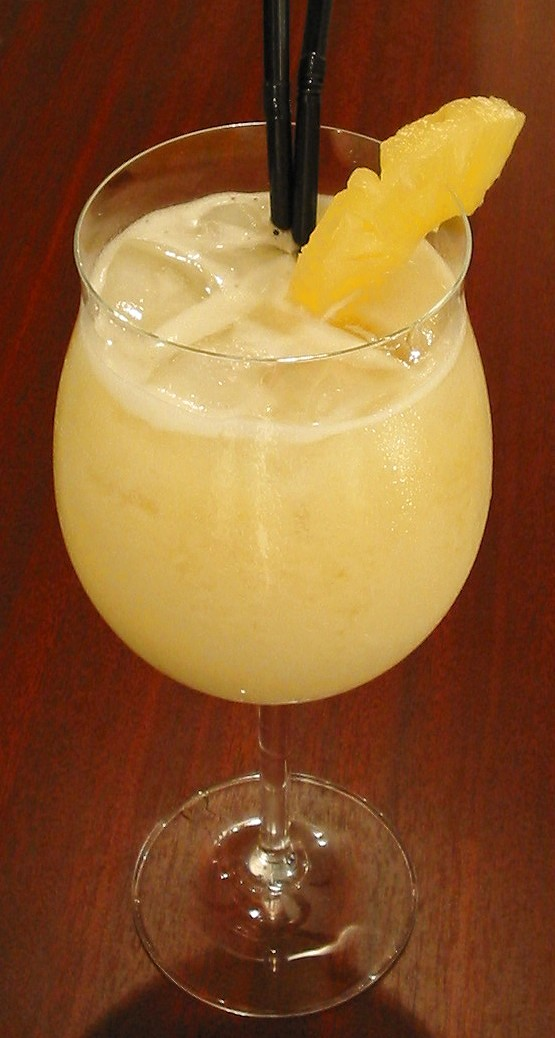
Piña colada

Piña colada (hiszp. piña „ananas”, colada „przecedzony”) – słodki karaibski koktajl alkoholowy. Przyrządza się go z jasnego rumu, śmietanki kokosowej i soku ananasowego. Drink tradycyjnie podawany jest z lodem i plastrem cytryny oraz ananasa. W droższych wersjach podaje się go w wydrążonym ananasie. Od 1978 roku Piña Colada jest oficjalnym drinkiem Portoryko.
Według IBA podstawowymi składnikami są:
- 30 ml białego rumu
- 30 ml słodkiej śmietanki kokosowej
- 90 ml soku ananasowego
- kruszony lód.